# Les Breastfeeders
Les Breastfeeders est un groupe de rock 'n' roll canadien, originaire de Montréal, au Québec.

## Biographie

### Débuts (1999–2006)
Formé à Montréal en 1999, Les Breastfeeders publient une première démo en 2000, ont placé quelques chansons sur les palmarès des radios universitaires de Montréal et ont forgé leur réputation par des concerts remarqués, notamment au bar L'Escogriffe, où se développe une bonne partie de la scène rock indépendante francophone de Montréal.
Les Breastfeeders se sont retrouvés finalistes aux Francouvertes de 2003 et gagnent le Prix SOCAN pour la pièce Angle mort, dans la catégorie Chanson francophone de l'année (2003) et après avoir lancé leur premier album Déjeuner sur l'herbe en 2004 sur l'étiquette Blow the Fuse Records, ils entament leur première tournée en sol américain avec une bonne présence sur les palmarès des radios universitaires américaines et québécoises. Durant l'été 2005, le groupe joue aux FrancoFolies de Montréal (2003, 2004, 2005, 2006 et 2007[source secondaire souhaitée]) et joue en première partie des New York Dolls[source secondaire souhaitée] au Festival d'été de Québec, où ils remportent aussi le Prix Miroir de L'artiste d'ici.
En février 2006, le groupe interprète la chanson Bip-Bip sur Salut Joe! Hommage à Joe Dassin[pertinence contestée]. Par la suite, le groupe commence à travailler sur leur deuxième album, Les Matins de grands soirs (sortie août 2006 sur Blow the Fuse Records). Le clip pour Mini-jupe et Watusi est ajouté sur le DVD Knights of Fuzz (Dionysus Records)[pertinence contestée]. Malgré le fait que toutes les paroles des chansons des Breastfeeders soient en français, Les Matins de grands soirs, est bien accueilli par la critique internationale, avec des mentions et entrevues dans plusieurs publications telles que Blackbook Magazine[source secondaire souhaitée], Spin.com[source secondaire souhaitée] (Artist of the day) et le NME. Le clip pour Viens avec moi, réalisé par Jean-François Caissy est la vidéo du jour sur Pitchfork[pertinence contestée]. Il est aussi apparu sur la liste des meilleurs clips de 2007 sur MTV2[source secondaire souhaitée], et est présenté à la 62e édition du Festival international du film d'Édimbourg (du 22 juin 2008)[pertinence contestée]. 
En octobre 2006, Les Breastfeeders sont invités avec Emily Haines and the Soft Skeleton, Les Trois Accords et The Joel Plaskett Emergency, à participer au spectacle See Vous Play présenté par Bande à part et CBC Radio 3, à Toronto,.

### Nouveaux albums (depuis 2007)
En 2007, Les Matins de grands soirs sort aux États-Unis (Blow the Fuse Records) et en France sur l'étiquette Boxson et Les Breastfeeders font une autre tournée promotionnelle et passent par la France, la Suisse, l'Angleterre, et les États-Unis, entre autres au festival South by Southwest (SXSW) à Austin, Le Festival International de Louisiane à Lafayette, North by Northeast (NXNE) à Toronto, The Great Escape Festival, à Brighton en Angleterre, à l'évènement M pour Montréal et aux FrancoFolies de Montréal.
Lors de leur visite en France en 2007, Les Breastfeeders sont passés à l'émission de télévision française Fille TV pour une prestation de deux chansons. En 2008, Les Breastfeeders repartent en France et en Suisse et font leur premier spectacle en Espagne avant de lancer Les Matins de grands soirs en format vinyle avec une chanson bonus téléchargeable intitulée Pousse-toi, une reprise en français de la chanson Nice Try du groupe Les Sinners. Les Breastfeeders composent la pièce Lola the Mermaid pour l'émission de télévision pour enfants, Roll Play. Et parmi leur liste de spectacles, le groupe a joué au Ottawa Bluesfest et au Canadian Music Week (CMW) et à PBS dans les studios de Wisconsin Public Television pour enregistrer l'émission de télévision 30 Minute Music Hour.
Les Breastfeeders célèbrent leur 10e anniversaire au mois d'octobre 2009 avec un spectacle au Lion d'or. En 2010, le groupe est invité à jouer aux Jeux olympiques d'hiver de 2010 à Vancouver et sont encore dans la programmation du Festival International de Louisiane à Lafayette pour des spectacles au mois d'avril. Le groupe joue aussi lors du festival off du Printemps de Bourges 2012.
Le 2 mai 2024, Suzie McLelove quitte le groupe de manière amicale. Le groupe annonce via ses réseaux sociaux que Karine Roxane Isabel se joint au groupe pour remplir le vide laisser par le départ de McLelove 

## Membres

### Membres actuels
- Luc Brien - voix, guitare
- Joe (Jocelyn Gagné) - basse
- Johnny Maldoror (alias Martin Dubreuil) - tambourin, chant
- Dan Bossé - guitare
- Max Hébert - batterie
- Karine Roxane Isabel - voix

### Anciens membres
- Sunny Duval - guitare (1999-2012)
- Kiki Boone - batterie (1999-2005)
- Suzie McLelove - voix, guitare, claviers (2004-2024)
- Nicotine - batterie
- Tony Cantara - batterie
- Robbie Paquin - harmonica
- Freddie Fourteen (Fred Fortin) - batterie
- Patrick Sayers - batterie
- Pat No - batterie

## Discographie

### Albums studio
- 2004 : Déjeuner sur l'herbe (Blow the Fuse)
- 2006 : Les Matins de grands soirs (Blow the Fuse)
- 2011 : Dans la gueule des jours (Blow the Fuse)
- 2024 : La ville engloutie (Blow the Fuse)

### Singles
- 2006 : Tout va pour le mieux dans le pire des mondes (Blow the Fuse)
- 2006 : Pousse-toi (Version française de Nice Try des Sinners, disponible avec le vinyle de Les Matins de grands soirs, Blow the Fuse)

## Vidéographie
- La fille dans la vitrine
- Mes lunettes noires
- 400 Milles
- Viens avec moi
- Tout va pour le mieux dans le pire des mondes
- Funny funiculaire
- Tuer l'idole
- Ça ira
- Minijupe et Watusi
- Ostrogoth-à-gogo (inédit)